# Rywaczki
Rywaczki est une localité polonaise de la gmina de Miedźno, située dans le powiat de Kłobuck en voïvodie de Silésie.